# Anodontiglanis dahli
Anodontiglanis dahli es una especie de peces de la familia Plotosidae en el orden de los Siluriformes.

## Morfología
• Los machos pueden llegar alcanzar los 40 cm de longitud total.

## Alimentación
Come insectos acuáticos, moluscos, gambas y detritus del fondo.

## Hábitat
Es un pez de agua dulce y de clima tropical.

## Distribución geográfica
Es un endemismo de Australia.